# 招商迪辰
招商迪辰（亞洲）有限公司（除牌當時為0632.HK）2002年曾是招商局集團旗下公司，也是從啟祥集團換取上市，也是全球物流公司，但由於物流業長期惡性競爭，遂出售給黃煜坤，現時為東方明珠石油。

## 連結
- 招商迪辰：买出来的一匹狼